# Premio Magritte
Il premio Magritte è un riconoscimento cinematografico assegnato annualmente dal 2011 dall'Académie André Delvaux ai migliori film e alle principali figure professionali del cinema belga. Il nome dei premi deriva dal surrealista René Magritte (1898-1967).
I premi sono assegnati in oltre venti categorie attraverso il voto dei membri dell'accademia durante la cerimonia di premiazione, presieduta da un'importante personalità del mondo del cinema, che si svolge al Square, principale centro congressi di Bruxelles, e che fin dalla prima edizione ha avuto la diretta televisiva.

## Storia
L'Académie André Delvaux è stata fondata nel settembre 2010 per sostituire il Premio Joseph Plateau, cancellato nel 2007. Il suo nome è stato scelto in onore del regista belga André Delvaux (1926-2002). L'accademia propone di promuovere l'industria cinematografica belga nel mondo. Il suo compito principale è quello di organizzare i premi Magritte. Charly Herscovici, che ha creato la fondazione Magritte, ha permesso all'accademia di utilizzare il nome di René Magritte per il premio.
L'accademia è stata fondata da due associazioni: l'Unione di produttori film francofoni (UPFF), rappresentata da Patrick Quinet, Marion Hänsel, Olivier Bronckart e Philippe Kauffmann, e l'associazione di autori Pro Spère, rappresentata da Luc Jabon, André Buytaers, Benoît Coppée e Alok Nandi.
Il suo consiglio di amministrazione è composto da Luc Jabon (Pro Spère), Patrick Quinet (UPFF), Frédéric Delcor (Comunità francese del Belgio, Centre du Cinéma, Audiovisuel), Nicole Gillet (Festival del cinema di Namur), Philippe Reynaert (Wallimage), Philippe Logie (BeTV) e Dan Cukier.

## Categorie
- Miglior film (Meilleur film), dal 2011
- Miglior regista (Meilleur réalisateur), dal 2011
- Migliore attore (Meilleur acteur), dal 2011
- Migliore attrice (Meilleure actrice), dal 2011
- Migliore attore non protagonista (Meilleur acteur dans un second rôle), dal 2011
- Migliore attrice non protagonista (Meilleure actrice dans un second rôle), dal 2011
- Migliore promessa maschile (Meilleur espoir masculin), dal 2011
- Migliore promessa femminile (Meilleur espoir féminin), dal 2011
- Migliore sceneggiatura o adattamento (Meilleur scénario original ou adaptation), dal 2011
- Miglior opera prima (Magritte du meilleur premier film) dal 2013
- Migliore coproduzione (Meilleure coproduction), solo nel 2011
  - Migliore film fiammingo (Meilleur film flamand), dal 2012
  - Migliore film straniero in coproduzione (Meilleur film étranger en coproduction), dal 2012
- Migliore scenografia (Magritte des meilleurs décors), dal 2011
- Migliori costumi (Meilleurs costumes), dal 2011
- Migliore fotografia (Magritte de la meilleure image), dal 2011
- Miglior montaggio (Meilleur montage), dal 2011
- Miglior sonoro (Meilleur son), dal 2011
- Migliore colonna sonora (Meilleure musique originale), dal 2011
- Miglior cortometraggio (Meilleur court-métrage), dal 2011 al 2015
  - Miglior cortometraggio d'animazione (Meilleur court métrage d'animation), dal 2016
  - Miglior cortometraggio di fiction (Meilleur court métrage de fiction), dal 2016
- Miglior documentario (Meilleur film documentaire), dal 2011
- Premio Magritte onorario (Magritte d'honneur), dal 2011
- Premio del pubblico (Prix du public), dal 2011 al 2012

## Edizioni
| Edizione            | Data             | Miglior film                  | Presidente                      | Presentatori              |
| ------------------- | ---------------- | ----------------------------- | ------------------------------- | ------------------------- |
| Premi Magritte 2011 | 5 febbraio 2011  | Mr. Nobody                    | Jaco Van Dormael                | Helena Noguerra           |
| Premi Magritte 2012 | 4 febbraio 2012  | Un'estate da giganti          | Bertrand Tavernier              | Helena Noguerra           |
| Premi Magritte 2013 | 2 febbraio 2013  | À perdre la raison            | Yolande Moreau                  | Fabrizio Rongione         |
| Premi Magritte 2014 | 1º febbraio 2014 | Ernest & Celestine            | Émilie Dequenne                 | Fabrizio Rongione         |
| Premi Magritte 2015 | 7 febbraio 2015  | Due giorni, una notte         | François Damiens                | Charlie Dupont            |
| Premi Magritte 2016 | 6 febbraio 2016  | Dio esiste e vive a Bruxelles | Marie Gillain                   | Charlie Dupont            |
| Premi Magritte 2017 | 4 febbraio 2017  | Les Premiers, les Derniers    | Virginie Efira                  | Anne-Pascale Clairembourg |
| Premi Magritte 2018 | 3 febbraio 2018  | Insyriated                    | Natacha Régnier                 | Fabrizio Rongione         |
| Premi Magritte 2019 | 2 febbraio 2019  | Le nostre battaglie           | Vincent Patar e Stéphane Aubier | Alex Vizorek              |
| Premi Magritte 2020 | 1º febbraio 2020 | Doppio sospetto               | Pascal Duquenne                 | Kody                      |
| Premi Magritte 2022 | 12 febbraio 2022 | La folle vita                 | Thierry Michel                  | Achille Ridolfi           |
| Premi Magritte 2023 | 4 marzo 2023     | Nessuno deve sapere           | Lubna Azabal                    | Patrick Ridremont         |
| Premi Magritte 2024 | 9 marzo 2024     | L'amore secondo Dalva         | Bouli Lanners                   | Patrick Ridremont         |
| Premi Magritte 2025 | 22 febbraio 2025 | La nuit se traîne             | Déborah François                | Charline Vanhoenacker     |

## Record
I film che hanno vinto il maggior numero di premi sono i seguenti:
- 10 premi (su 10 candidature): La nuit se traîne di Michiel Blanchart (nel 2025)
- 9 premi (su 10 candidature): Doppio sospetto (Duelles) di Olivier Masset-Depasse (nel 2020)
- 7 premi (su 10 candidature): Il patto del silenzio - Playground (Un monde) di Laura Wandel (nel 2022)
- 7 premi (su 13 candidature): La folle vita (Une vie démente) di Ann Sirot e Raphaël Balboni (nel 2022)
- 6 premi (su 7 candidature): Mr. Nobody di Jaco Van Dormael (nel 2011)
- 6 premi (su 6 candidature): Insyriated di Philippe Van Leeuw (nel 2018)
- 5 premi (su 12 candidature): Un'estate da giganti (Les Géants) di Bouli Lanners (nel 2012)
- 5 premi (su 8 candidature): Les Premiers, les Derniers di Bouli Lanners (nel 2017)
- 5 premi (su 6 candidature): Le nostre battaglie (Nos batailles) di Guillaume Senez (nel 2019)
- 4 premi (su 10 candidature): Dio esiste e vive a Bruxelles (Le Tout Nouveau Testament) di Jaco Van Dormael (nel 2016)
- 4 premi (su 9 candidature): Bullhead - La vincente ascesa di Jacky (Rundskop) di Michaël R. Roskam (nel 2012)
- 4 premi (su 9 candidature): Girl di Lukas Dhont (del 2019)
- 4 premi (su 8 candidature): The Lonely Hearts Killers di Fabrice Du Welz (del 2016)
- 4 premi (su 7 candidature): À perdre la raison di Joachim Lafosse (nel 2013)